# Summer Days (And Summer Nights!!)
| Recensione                    | Giudizio |
| ----------------------------- | -------- |
| AllMusic                      | [ 1 ]    |
| Blender                       | [ 2 ]    |
| Encyclopedia of Popular Music | [ 3 ]    |
| MusicHound                    | 4/5      |
| The Rolling Stone Album Guide | [ 5 ]    |
| Piero Scaruffi                | 5/10     |

Summer Days (and Summer Nights!!) è il nono album in studio dei Beach Boys pubblicato nel 1965.

## Descrizione
Dopo il sorprendente cambio di stile delle sofisticate canzoni presenti sulla seconda facciata dell'album Today!, al leader del gruppo Brian Wilson venne chiesto da Mike Love e dalla Capitol Records quali fossero le sue intenzioni musicali future, e di comporre ancora qualche altra canzone maggiormente in stile "Beach Boys-surf" per il prossimo disco. All'epoca, la band era ancora sostanzialmente celebre per le canzonette spensierate che parlavano delle spiagge, delle ragazze, e del divertimento.
Anche se in superficie Summer Days (And Summer Nights!!) sembra essere un passo indietro verso lo stile di precedenti album come All Summer Long, Brian Wilson pianificò arrangiamenti complessi per brani dai testi leggeri come Amusement Parks USA e Salt Lake City. L'album contiene la celebre California Girls (numero 3 in classifica negli USA) la cui introduzione orchestrale sinfonica è un chiaro segno del genere di composizioni che Wilson aveva in mente per quello che sarebbe diventato Pet Sounds l'anno successivo.
Tra gli altri brani di successo sull'album, The Girl from New York City era una risposta a The Boy from New York City, una hit dei The Ad Libs, e Then I Kissed Her fu il tentativo di Brian di superare il suo idolo Phil Spector nel suo stesso campo. Help Me, Rhonda è la riscrittura di una traccia apparsa su Today! e divenne il secondo numero 1 in classifica del gruppo negli Stati Uniti.
Summer Days (And Summer Nights!!) fu il primo disco a cui contribuì Bruce Johnston in qualità di nuovo membro del gruppo. Essendo stato assunto come rimpiazzo di Brian sul palco durante i concerti, non era ancora considerato a tutti gli effetti un membro "ufficiale" dei Beach Boys, ma Brian Wilson apprezzava il talento di Johnston e gli permise di contribuire vocalmente all'opera. Bruce spesso compariva nelle foto di gruppo della band, ma le foto non potevano essere pubblicate a causa di un preesistente accordo contrattuale stipulato con la Columbia Records. Il suo viso non sarebbe apparso su una copertina di un album dei Beach Boys fino a Friends del 1968. Oltre a Johnston, anche Al Jardine non è presente sulla copertina di Summer Days perché il giorno della seduta fotografica era malato.
L'album si rivelò un altro successo per la band negli Stati Uniti, dove raggiunse la seconda posizione in classifica (dietro a Out of Our Heads dei Rolling Stones), e l'anno successivo Summer Days (And Summer Nights!!) avrebbe raggiunto la posizione numero 4 in Gran Bretagna.
All'inizio degli anni ottanta, come parte della serie di ristampa degli album del gruppo ad opera della Capitol Records, Summer Days (And Summer Nights!!) venne reintitolato California Girls e furono tolte dal disco due tracce: Amusement Parks, USA e I'm Bugged at My Ol' Man.

## Tracce
Lato 1
1. The Girl from New York City (Brian Wilson/Mike Love) - 1:49 1
2. Amusement Parks, USA (Brian Wilson/Mike Love) - 2:25 1
3. Then I Kissed Her (Spector/Grenwich/Barry) - 2:11 2
4. Salt Lake City (Brian Wilson/Mike Love) - 1:57 1
5. Girl Don't Tell Me (Brian Wilson) - 2:14 3
6. Help Me, Rhonda (Brian Wilson/Mike Love) - 2:44 2

Lato 2
1. California Girls (Brian Wilson/Mike Love) - 2:34 1
2. Let Him Run Wild (Brian Wilson/Mike Love) - 2:18 4
3. You're So Good To Me (Brian Wilson/Mike Love) - 2:12 4
4. Summer Means New Love (Brian Wilson) - 1:55 (strumentale)
5. I'm Bugged At My Ol'Man (Brian Wilson) - 2:13 4
6. And Your Dreams Come True (Brian Wilson/Mike Love) - 1:00 5

### Specifiche esecutori
- 1 con Mike Love come voce solista
- 2 con Al Jardine come voce solista
- 3 con Carl Wilson come voce solista
- 4 con Brian Wilson come voce solista
- 5 con B.Wilson/M.Love/A.Jardine/C.Wilson/D.Wilson a cappella

## Formazione
The Beach Boys
- Al Jardine – voce, armonie e cori; chitarra elettrica; basso; battito di mani
- Mike Love – voce, armonie e cori; battito di mani
- Brian Wilson – voce, armonie e cori; basso; piano; organo Hammond; battito di mani
- Carl Wilson – voce, armonie e cori; chitarra elettrica, ritmica e a 12 corde; basso; battito di mani
- Dennis Wilson – armonie e cori; batteria, tamburello, battito di mani

Musicisti aggiuntivi
- Bruce Johnston – armonie e cori; piano, organo Hammond, celesta; nacchere; battito di mani
- Ron Swallow – tamburello
- Israel Baker – violino
- Arnold Belnick – violino
- Hal Blaine – batteria
- Glen Campbell – chitarra elettrica
- Frank Capp – vibrafono
- Roy Caton – tromba
- Jerry Cole – chitarra a 12 corde
- Al De Lory – organo
- Joseph DiFlore – viola
- Steve Douglas – sax tenore
- James Getzoff – violino
- William Hinshaw – corno inglese
- Harry Hyams – viola
- Plas Johnson – sax tenore
- Carol Kaye – basso
- Bernard Kundell – violino
- Jay Migliori – sax baritono
- Leonard Malarsky – violino
- Jack Nimitz – sax
- Bill Pitman – chitarra elettrica
- Ray Pohlman – basso
- Lyle Ritz – contrabbasso
- Howard Roberts – chitarra
- Leon Russell – piano
- Billy Lee Riley – armonica
- Ralph Schaeffer – violino
- Sid Sharp – violino
- Billy Strange – chitarra ritmica, ukulele; tamburello
- Tommy Tedesco – chitarra solista in Summer Means New Love
- Julius Wechter – clave
- Tibor Zelig – violino